# Ceriagrion mourae
Ceriagrion mourae – gatunek ważki z rodziny łątkowatych (Coenagrionidae).